# Mehdi Meskar
Mehdi Meskar est un acteur italo-marocain né le 22 mars 1995 dans la ville calabraise de Reggio de Calabre.

## Biographie
Né en Calabre en 1995, dans une famille marocaine, Mehdi Meskar s'installe à Paris à l'âge de 15 ans. Il joue dans quelques courts-métrages et fait sa première brève apparition au cinéma dans le film de François Ozon, Dans la maison. Parallèlement, il se produit sur plusieurs scènes de théâtre en Italie et en France, dans des pièces signées Fabrizio Gatti, Luigi Pirandello ou Eugène Durif.
En 2013, il est choisi par Franco Dragone pour sa création Story of a Fort, Legacy of a Nation présentée à Abou Dabi lors du Qasr al-Hosn Festival. Dans ce spectacle, il incarne le rôle central d'un jeune Émir, aux côtés de 70 acrobates issus du Cirque du Soleil. Il est alors remarqué par Fariborz Kamkari qui lui donne le rôle principal de son quatrième long métrage, Pitza e datteri (it) en 2013, où il donne la réplique à Giuseppe Battiston.
En 2016, dans Orpheline d'Arnaud des Pallières, il joue le rôle de Samy, le petit copain très amoureux de Karine interprétée par Solène Rigot, avec qui il a une aventure pendant son adolescence.
En 2017, il décroche le rôle principal dans Les Engagés,,, une série LGBT créée par Sullivan Le Postec et coproduite par France Télévisions. Il y tient le rôle d'Hicham, un jeune homme de 22 ans qui décide brusquement de se rendre à Lyon pour assumer son homosexualité auprès de Thibaut, un garçon rencontré quelques années plus tôt et devenu un militant au Point G, un centre gay et lesbien fictif. Pour sa prestation dans Les Engagés, Mehdi Meskar est nommé dans la catégorie meilleur acteur dans une série dramatique dans deux festivals,. En décembre 2017, le jury du Festival francophone de la websérie lui remet le prix du meilleur acteur.
En fin d'année, il tourne Rafaël, mis en scène par le réalisateur nommé aux Oscars Ben Sombogaart. Dans cette histoire d'amour inspirée de faits réels il tient le rôle titre.
Un comité international le sélectionne parmi les Berlinales Talents 2017, le programme mis en place lors du Festival de Berlin pour mettre en avant les jeunes artistes du monde entier.
L'année 2018 est prolifique pour l'acteur qui enchaine les rôles principaux au cinéma et à la télévision. Il reprend le rôle d'Hicham pour la deuxième saison de Les Engagés. La série est mentionnée par la critique parmi les meilleures séries françaises de l'année. Ensuite dans The Rebel, premier long-métrage de Randa Chahoud, il interprète Karim, un jeune homme qui doit partir à l'autre bout du monde pour retrouver son frère ainé qu'il a pas revu depuis des années. À ses côtés, Emily Cox est Lilly, sa petite amie, et Jonas Nay interprète Max son meilleur ami. Il enchaine avec le film Crescendo de Dror Zahavi où le jeune acteur joue Omar, l'un des rôles principaux aux côtés de Peter Simonischek et Bibiana Beglau.
Début 2019 est marquée par l'arrivée de la mini-série québécoise Le Monstre réalisée par Patrice Sauvé pour Radio-Canada, dans laquelle il tient le rôle principal masculin de M. La série est l'adaptation du livre éponyme d'Ingrid Falaise.
En 2020, il incarne le rôle de Malik Doueiri, le meilleur ami du frère de Sana, dans SKAM Italia.
Mehdi Meskar est polyglotte et parle couramment l'italien, le français, l'arabe et l'anglais.

## Filmographie

### Cinéma

#### Longs métrages
- 2012 : Dans la maison de François Ozon : un élève du lycée Flaubert
- 2015 : Pitza e datteri (it) de Fariborz Kamkari : Saladino[12],[13]
- 2016 : Orpheline d'Arnaud des Pallières : Samy
- 2016 : Non c'è più religione (it) de Luca Miniero : Ali
- 2017 : Rafaël de Ben Sombogaart : Rafaël
- 2019 : The Accidental Rebel (Nurein Augenblick) de Randa Chahoud : Karim Reza
- 2019 : Crescendo de Dror Zahavi : Omar
- 2021 : Me, We de David Clay Diaz : Mohammad / Manssur
- 2022 : Profeti d'Alessio Cremonini :
- 2022 : The entertainer de David Clay Diaz : Omar
- 2024 : Contrarians de Ben Sombogaart : Francesco
- 2025 : Un ours dans le Jura de Franck Dubosc : Samy
- 2025 : Hysteria de Mehmet Akif Büyükatalay : Said

#### Courts et moyens métrages
- 2011 : Chrysanthème d'Arthur Valverde : Mehdi
- 2012 : Trois cœurs pour battre d'Arthur Valverde : Maxime
- 2014 : Les Naufragés de Renaud Ducoing[14] : Malick
- 2015 : Adam-ma de Marion Jhöaner : Adam
- 2015 : Mister V-McWalter de Mister V et Haroun Saïfi : doublure
- 2016 : Lost In Hope (Paradise Hebron) d'Aline Hochscheid : Yasser
- 2016 : Un rêve de tapin de Jules Charpentier : Marco
- 2017 : Trip de Geoffrey Cochard et Lesly Lynch : Karim
- 2022 : Sunny Life Farm de Ben Liam Jones : Firas

### Télévision

#### Séries télévisées
- 2012 : Alice Nevers, le juge est une femme, saison 18, épisode 4 Au-delà des apparences de Laurent Levy : Sam Lakhdar
- 2015 : Le Secret d'Élise (mini série), six épisodes d'Alexandre Laurent : Yanis Ramza, 1986
- 2017-2018 : Les Engagés de Maxime Potherat, Jules Thénier et Slimane-Baptiste Berhoun, vingt épisodes : Hicham Alaoui
- 2018 : The Beating Hearts Chronicles, saison 1, épisodes 2 Naked in Wines et 3 Week & Dam de Germain Le Carpentier
- 2019 : Tatort, épisode 1082 Der Pakt de Zoltan Spirandelli : Kamal Atiya
- 2019 : Le Monstre (mini série) six épisodes de Patrice Sauvé [15] : "M"
- 2019 : Marianne de Samuel Bodin [16], huit épisodes : Tonio
- 2020 : Skam Italia, dix épisodes : Malik Doueiri
- 2021 : Les Engagés : XAOC, créée par Sullivan Le Postec, trois épisodes : Hicham Alaoui
- 2022 : Signora Volpe : Samir Hamdani
- 2022 : Munich Match : Karim Abdelsalam
- 2024 : Paris has fallen :  Sami Bensaïd

#### Téléfilm
- 2020 : Spurlos in Marseille de Roland Suso Richter : Yaro

### Vidéos
- 2016 : Eté perpétuel[17] de Romain Kronenberg et Benjamin Graindorge, pour le Centre Pompidou
- 2016 : Des hommes en trop[18] de Philippe Terrier-Hermann, pour le Centre Pompidou

## Théâtre
- 2005 : MagicMeskar spectacle de magie d'Abdelkader Meskar
- 2006 : Iq e Ox de Jean-Claude Grumberg, mise en scène Nicoletta Menegon et Margherita Centorami
- 2007 : Viki che voleva andare a scuola de Fabrizio Gatti, mise en scène Nicoletta Menegon et Margherita Centorami
- 2008 : La Shoah de Nicoletta Menegon et Margherita Centorami
- 2009 : À chacun sa vérité de Luigi Pirandello, Théâtre de Trévise (Italie)
- 2010 : Il Mantello di Arlecchino de Nicoletta Menegon et Margherita Centorami
- 2011 : Mais qu'est donc McGuffin d'Eugène Durif, mise en scène Laure Bachelier
- 2012 : Stand Up Comedy de Mehdi Meskar, mise en scène de l'auteur, Paris
- 2013 : The Story of a Fort, Legacy of a Nation spectacle de Franco Dragone, Abou Dabi
- 2014 : Croisière dans la baie de Sydney d'Alexandre Papias, mise en scène de Hugo Rezeda, Théâtre Théo de Paris